# Csanád Virág
Csanád Virág (n. 27 decembrie 1988, Miercurea Ciuc, România) este un sportiv maghiar din România, campion de hochei al României în anul 2010 cu echipa ASC Corona 2010 Brașov.